# 6172 Prokofeana
A 6172 Prokofeana (ideiglenes jelöléssel 1982 TX) egy marsközeli kisbolygó. Ljudmila Georgijevna Karacskina fedezte fel 1982. október 14-én.